# Concert per a violí (Nielsen)

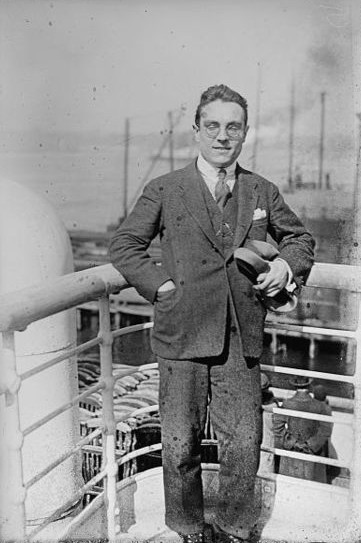
Emil Telmányi, per a qui es va escriure el concert

El Concert per a violí i orquestra de Carl Nielsen, op. 33. El va estrenar Peder Møller, el primer violinista de l'Orquestra Reial, i en els anys següents va tenir gairebé l'exclusiva del Concert per a violí. Més tard, va ser principalment el gendre i confident de Nielsen, el violinista hongarès Emil Telmányi, qui el va interpretar. El mateix Carl Nielsen va dirigir la primera interpretació a Copenhaguen el 28 de febrer de 1912, que també va incloure la nova Simfonia núm. 3, Sinfonia espansiva.

## Moviments
- I. Præludium (Largo) - Allegro cavalleresco
- II. Poco adagio - Rondo (Allegretto scherzando)

## Història
El Concert per a violí no va ser una tasca fàcil per a Nielsen. Va començar a escriure'l l'estiu de 1911 a Bergen, Noruega, on va estar un temps convidat per Nina Grieg, la vídua del compositor noruec Edvard Grieg que era mig danesa, a la seva idíl·lica casa de Troldhaugen. Va avançar amb certa dificultat, ja que Nielsen, ara de tornada a la seva Dinamarca natal, va comentar que el concert «ha de ser una bona música, però sempre tenir en compte l'activitat de l'instrument solista en la millor llum, que sigui rica en contingut, popular i enlluernadora sense arribar a ser superficial». De fet, no el va completar fins a mitjans de desembre.

## Recepció
La primera actuació va seguir el 28 de febrer de 1912, la mateixa nit que la primera actuació de la seva Tercera Simfonia. El mateix Carl Nielsen va dirigir la Royal Danish Orchestra al Palau Odd Fellows de Copenhaguen amb Peder Møller, el virtuós preferit de Nielsen, com a solista. Nielsen va parlar del "gran entusiasme" amb què es va rebre el concert però de fet la premsa va comentar sobretot la magistral interpretació de Møller. Robert Henriques, en la seva crítica molt positiva, va assenyalar: «El Concert per a violí és una obra molt significativa que guanyarà cada vegada que s'escolta, perquè, per descomptat, només se n'adona gradualment de tots els detalls brillants». Va veure el concert, que també havia inclòs la tercera simfonia de Nielsen, com una demostració del "rar talent" del compositor, i va comentar que estava «en el veritable camí cap als grans objectius que s'ha marcat». Es va convertir en una fita per a Nielsen, que va escriure sobre el seu aclaparador "Erfolg" (èxit). El concert va continuar sent rebut amb entusiasme, ja que es va interpretar en diverses ocasions durant els anys següents, no només a Dinamarca sinó també a Göteborg i Estocolm, sempre amb Møller com a solista.

## Música
A diferència de les obres posteriors de Nielsen, el concert té una estructura neoclàssica clara i orientada a la melodia. Inusualment, el concert té dos moviments, tots dos s'obren amb un preludi més lent. El tranquil Praeludium és seguit d'una melodia enganxosa per a l'orquestra que ofereix oportunitats per a trucs del violí. El llarg i lent Adagio condueix a l'Scherzo final que, com va comentar Nielsen, "renuncia a tot allò que pugui enlluernar o impressionar".